# Ramesh Sippy
Ramesh Sippy est un réalisateur et producteur indien, essentiellement connu pour son film Sholay. Il est le fils du producteur G.P. Sippy, et son fils Rohan Sippy est également réalisateur et producteur. Sa fille Sheena est mariée au fils de Shashi Kapoor, Kunal Kapoor. Lui-même s'est marié à deux reprises, la seconde fois avec l'actrice Kiran Juneja. 
Ramesh Sippy fut immergé très jeune dans l'univers du cinéma : âgé de six ans à peine il parcourait les décors du film Sazaa, le premier de son père. À neuf ans, il tint le rôle du fils d'Achala Sachdev dans Shahenshah. Il travailla simultanément à la production et à la réalisation de plusieurs films comme Johar-Mehmood in Goa et Mere Sanam, aux côtés de son père. Après sept ans passés comme assistant, il dirigea Andaaz en 1969. Le succès fut au rendez-vous de son second film, Seeta Aur Geeta en 1972.
En 1975, il réalisa Sholay, qui est un des plus grands succès de l'histoire de Bollywood. Par la suite, il dirigea Shaan (1980) et Shakti (1982) également très populaires et considérés comme des classiques du genre.
Son dernier film est Zamaana Deewana en 1995.
Il a aussi réalisé une série télévisée à succès, Buniyaad, avec pour comme premier rôle Mazhar Khan.

## Filmographie
- 1971 : Andaz
- 1972 : Seeta Aur Geeta
- 1975 : Sholay
- 1980 : Shaan
- 1982 : Shakti
- 1985 : Saagar
- 1989 : Bhrashtachar
- 1991 : Akayla
- 1995 : Zameen
- 1995 : Zamaana Deewana